# Bara
Bara (arabsko بارة) oz. daljše Al-Bara je eno izmed »mrtvih mest« na severozahodu Sirije v hribovju Džebel Riha, okoli 65 km severno od Hame in okoli 80 km jugozahodno od Alepa.
Naselje je nastalo v 4. stoletju ob trgovski poti med Antiohijo in Apameo. Zaradi lege in ugodnih pogojev za gojenje oljk in vinske trte je naselje v 5. in 6. stoletju cvetelo in postalo pomembno središče pridelave vina in olivnega olja. Tudi po muslimanskih osvojitvah v 7. stoletju, ki so prekinile trgovske poti in povzročile množično izseljevanje preostalih »mrtvih mest«, je ostala poseljena in zvesta vzhodnemu krščanstvu (bila je tudi sedež škofije). Leta 1098 so jo zasedli križarji pod poveljstvom Rajmonda IV. Touluškega. Ravno iz Bare so križarji še istega leta krenili na pohod, ki se je končal z grozljivim ljudožerskim pokolom v Marat al-Numanu. Leta 1123 je ponovno padla v muslimanske roke in takrat je bila zgrajena manjša trdnjava. Kmalu zatem, v drugem delu 12. stoletja, so jo prebivalci po močnem potresu zapustili.
V začetku 20. stoletja je na robu nekdanje naselbine nastala sodobna vas z istim imenom in do danes že dosegla velikost manjšega mesta.
Ostanki nekdanje naselbine se razprostirajo na največji površini izmed vseh »mrtvih mest«. Ruševine so raztresene med polji, sadovnjaki in nasadi oljk. Razpoznati je mogoče ostanke vsaj petih cerkva, treh samostanov in več vil. O bogastvu nekdanjih meščanov lahko sklepamo po ostankih več razkošnih grobnic.  Najzanimivejše izmed njih sta dve piramidaste oblike in ena podzemna.